# Julián Irizar
Julián Irizar Echeverría (Capilla del Señor, 7 de enero de 1869 - Buenos Aires, 17 de marzo de 1935) fue un vicealmirante de la Armada Argentina, figura clave en su modernización, comandante de la I División de la Armada y presidente del Centro Naval, pero su acción más recordada fue el rescate de la expedición del científico sueco Otto Nordenskjöld, cuyo buque había naufragado en la Antártida en 1903.

## Formación
Irízar ingresó a la Escuela Naval el 11 de marzo de 1884. 
Formó parte de la tripulación de la torpedera Rosales hacia 1892 y fue de los escasos sobrevivientes al producirse su naufragio, el cual por sus implicancias causó conmoción en la época.
En 1898 formó parte de la comisión destinada a vigilar la construcción de la fragata ARA Presidente Sarmiento en Inglaterra. Cuando en 1899 la nave emprendió su primer viaje de circunnavegación, fue oficial de derrota de la misma. Especialista en explosivos, sería luego agregado naval en las legaciones diplomáticas en Gran Bretaña y Alemania, y encargado de compras para la escuadra en materia de munición y material de artillería.

## El rescate de la expedición Nordenskjöld

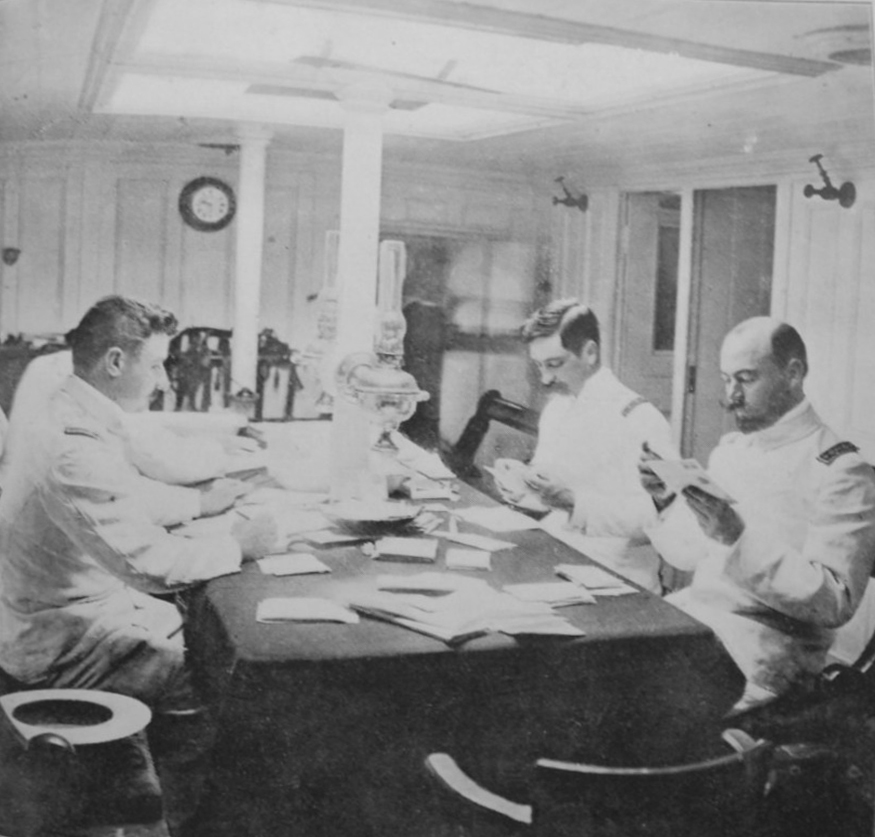
El Capitán Irizar, el Teniente Hermelo y dos oficiales en una cámara del ARA Uruguay, hacia 1903.

En 1903 tenía el grado de capitán, cuando cundió la inquietud por el extravío de la Expedición Antártica Sueca encabezada por el explorador Otto Nordenskjöld.
La expedición del geólogo sueco había partido del puerto de Gotemburgo el 16 de octubre de 1901, a bordo del Antartic comandado por el capitán Carl Anton Larsen. Arribó a Buenos Aires el 16 de diciembre de ese año, con una tripulación compuesta por 20 hombres de nacionalidad sueca y noruega, a la cual se incorporó el alférez de fragata argentino José María Sobral. Una vez en la Antártida, seis de estos hombres — Nordenskjöld, otros dos suecos, dos noruegos y Sobral — se quedaron en la isla Snow Hill para desarrollar durante un año las investigaciones programadas. El Antartic volvería por ellos entonces, después de invernar en las Islas Malvinas.
El Antartic zarpó de Malvinas el 5 de noviembre de 1902 a la búsqueda del grupo de Nordenskjöld. Larsen había dejado las instrucciones necesarias para una operación de rescate que debería organizarse si en abril de 1903 no hubieran regresado. Sería su última travesía. El 12 de febrero, tras infructuosos intentos de salvar la nave que había quedado atrapada entre los hielos, Larsen debió dar la orden de abandonarla. Comenzó entonces la larga odisea de estos hombres que se refugiaron en la pequeña isla Paulet, donde pasaron todo el invierno en un refugio de piedra construido por ellos. Luego de varios meses, al empezar el deshielo, Larsen intentó encontrarse con el resto de sus compañeros. El 9 de noviembre de 1903 llegó finalmente a Snow Hill.
Mientras tanto, y ante la inquietud por la desaparición, el gobierno argentino decidió enviar en misión de rescate a la corbeta Uruguay, comandada por Irízar. Construida en Inglaterra en 1874, la corbeta fue reacondicionada íntegramente para poder desempeñar la tarea. Se mejoró su resistencia al hielo y se aumentó su capacidad para almacenar agua, víveres y carbón. La tripulación quedó constituida por 8 oficiales, incluyendo al comandante Irízar, y 19 subalternos. Todos fueron cuidadosamente seleccionados, ya que la travesía requería no solo experiencia naval, sino también resistencia a climas muy fríos y el temple necesario para aventurarse en regiones inhóspitas.
La nave zarpó desde Buenos Aires rumbo al sur el 8 de octubre de 1903; 12 días después alcanzó la ciudad de Ushuaia. Allí se demoró hasta el 1 de noviembre, en espera de otras dos expediciones organizadas para el rescate, enviadas por Suecia y Francia. Al no recibir ninguna información y de acuerdo con sus instrucciones, la Uruguay zarpó de Ushuaia y pocos días más tarde navegaba a corta distancia de la isla Paulet, sin saber que allí estaban los náufragos del Antartic. La travesía a Snow Hill fue rápida y sin contratiempos. El 8 de noviembre se produjo el encuentro con la expedición científica, sorprendente para estos, que esperaban al Antartic. Al día siguiente, arribaron al campamento el capitán Larsen y seis tripulantes del Antartic. Poco después, la Uruguay ponía proa hacia la isla Paulet, recogía a los náufragos y emprendía el regreso.
En el viaje de vuelta a partir del 12 de noviembre, la Uruguay sufrió todas las agresiones del mar que le habían sido evitadas en el viaje de ida. El viento soplaba constantemente, el 13 y el 14 hicieron frente a un vendaval que destrozó buena parte de las instalaciones de cubierta y provocó rolidos de hasta 40 grados, poniendo al buque en serio peligro. Un fuerte ruido precedió a la caída del palo mayor y el trinquete, que debieron ser hachados y arrojados al mar.
El 22 de noviembre arribaron a Santa Cruz, desde donde telegrafiaron la buena nueva. Al año siguiente la Uruguay volvió a rescatar la expedición francesa del sabio Jean-Baptiste Charcot porque se temía equivocadamente por su suerte. Paso Drake, Cabo de Hornos, las Islas Orcadas del Sur y las Georgias del Sur fueron por muchos años lugares transitados repetidamente por la Uruguay, hasta que en 1926 fue retirada del servicio activo. Irízar recibió el ascenso a capitán de fragata en virtud del rescate.
Con el rango de capitán de navío, Irízar asumio como Jefe del Estado Mayor General de la Armada en 1910. Ejerció dicho cargo hasta 1913.

## Carrera posterior

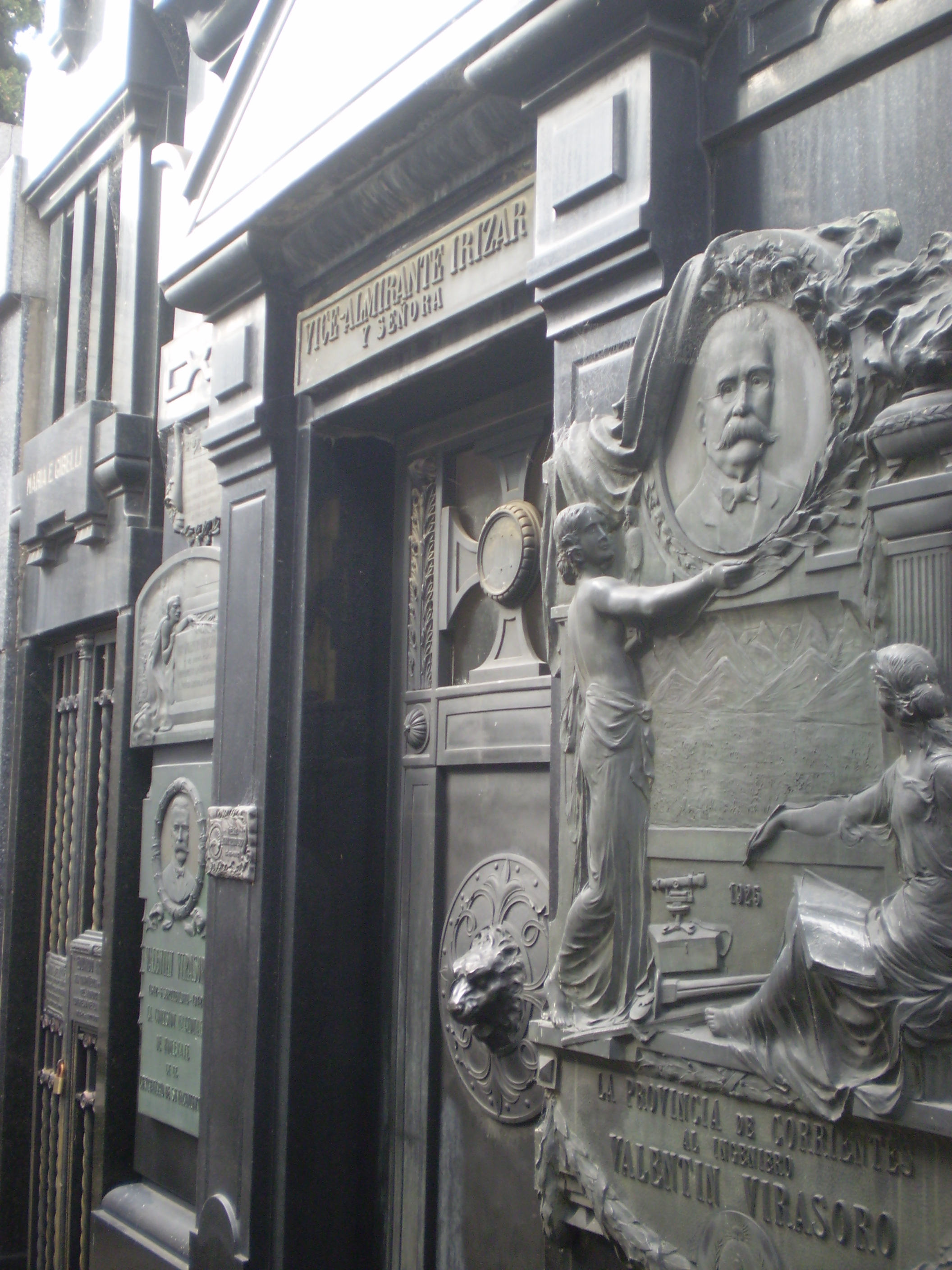
Su tumba, junto al Ing. Valentín Virasoro. Cementerio de la Recoleta.

Hacia 1914 dirigió la Comisión Naval Argentina en Europa. Luego de la Primera Guerra Mundial, ya de regreso, fue ascendido a contraalmirante y designado al frente de la I División de la Escuadra de Mar. 
En 1923 se le encomendó la supervisión de la modernización de los acorazados ARA Mariano Moreno y ARA Bernardino Rivadavia en los Estados Unidos. 
En 1926 fue ascendido a vicealmirante, y en 1932 designado Prefecto Marítimo Nacional.
Desde el 16 de abril de 1931 y por dos años presidió el Centro Naval. Se retiró el 8 de enero de 1932, y falleció cuatro años más tarde.

## Homenajes

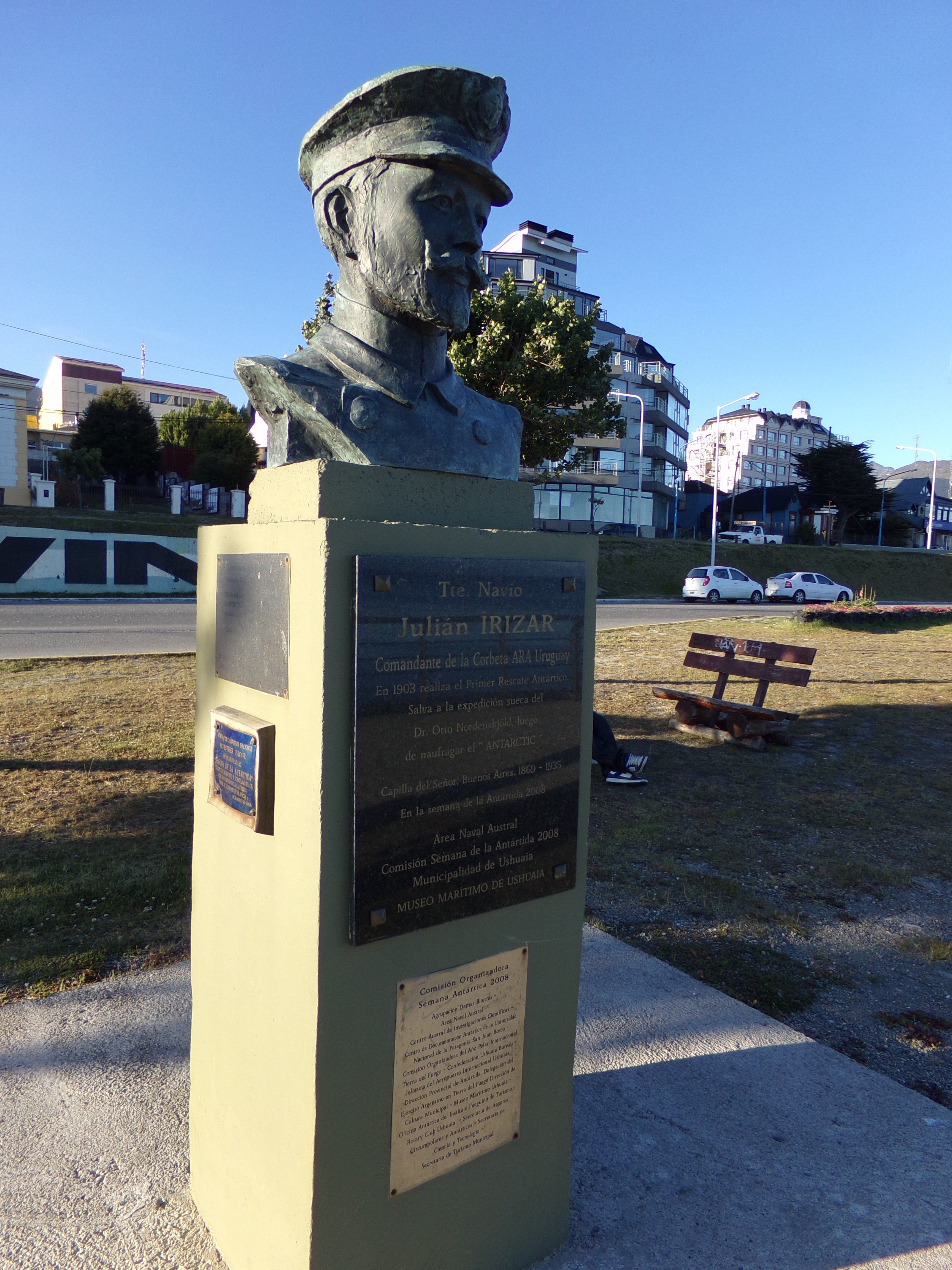
Monumento a Irízar en Ushuaia.

El actual rompehielos de la Armada argentina fue bautizado ARA Almirante Irízar en honor a Julián Irizar. Jean-Baptiste Charcot bautizó como islas Argentina un archipiélago junto a la tierra de Graham, cerca del archipiélago de Palmer; una de ellas recibe el nombre de isla Irízar y otra de isla Uruguay.
En Isla Decepción (Shetland del Sur), existe el Monte Irizar y a los pies de este el Lago Irizar, que se encuentran detrás de la Base Argentina Decepción.

## En el cine
Formó parte de la tripulación de la torpedera de mar Rosales. Sobre este hecho se rodó una película en 1984 (titulada La Rosales), donde se lo incluyó como personaje de la trama, ya que hay una escena durante el naufragio en que uno de los protagonistas, que personifica a un oficial superior del barco, se dirige a un tal "Teniente Irízar". Este tiene un breve diálogo con él.